# Eatoniella notata
Eatoniella notata är en snäckart som beskrevs av Winston F. Ponder och Yoo 1977. Eatoniella notata ingår i släktet Eatoniella och familjen Eatoniellidae. Inga underarter finns listade i Catalogue of Life.